# シリウス号 (高速バス)
シリウス号（シリウスごう）は、東京都と岩手県九戸郡軽米町及び青森県八戸市・三沢市・十和田市・上北郡七戸町を結ぶ、国際興業バスと十和田観光電鉄が共同運行する夜行高速バスである。
なお全ての座席が指定のため、乗車には事前の予約が必要である。各種インターネット予約サイトのほか、十鉄・国際興業・主要旅行代理店の窓口、ローソン・ミニストップのLoppi、ファミリーマート・セブン-イレブンのマルチコピー機から購入が可能。2009年7月31日出発分まではJRのみどりの窓口でも購入が可能であった。

## 概要
夜行高速バスブームに乗って、JRバス関東と南部バスが「八戸小中野バスセンター - 東京駅」間、国際興業と十和田観光電鉄が「八戸 - 池袋駅」間を計画したため運輸省（当時）が調停に入り、最終的に4社共同運行という形で1989年7月21日に運行を開始した。そのため、国際興業の拠点である池袋を経由し、JRバスのハイウェイバスターミナルである東京駅発着となった（「東京 - 盛岡線（現在の「ドリーム盛岡 (らくちん)号」）」と同様）。
運行開始からしばらくは1往復に2台運行の形態で運行されていた（これも東京 - 盛岡線と同様）が、2005年6月1日に2往復に改められ、JRバス関東と南部バス、国際興業と十鉄がそれぞれペアを組む形となった。なお、その後国際興業と十鉄は、十鉄三本木営業所（十和田市）への出入庫を活用し、八戸ラピアバスターミナル～三本木営業所（のちに十和田市駅まで延長）間の連絡バスを運行 するようになったが、後に定期便化され、国際興業・十鉄便は東京・池袋 - 八戸・十和田市間の運行となった。
当初より「シリウス号」の愛称で運行されてきたが、2008年7月1日の出発便より系統分割・副名称化され「ドリーム八戸・十和田 (シリウス)号」と改称された。しかし2009年8月1日の出発便よりJRバス関東が撤退し、名称が再び「シリウス号」に戻された（JRバス関東の担当分は国際興業が運行）。その後、ETC休日上限1,000円割引制度で打撃を受け、2010年6月30日出発便をもって南部バスも撤退した。南部バスの撤退により、翌7月1日より運行回数も1日1往復に減便され、現在は国際興業と十鉄の2社により運行されている。
2010年12月4日より、東北新幹線の八戸 - 新青森間の全線開業に合わせ、新駅「七戸十和田駅南口」まで延伸されるとともに、同日よりJR東北本線から移行される青い森鉄道線への乗り継ぎに対応させるため「八戸駅東口」への乗り入れを開始した（同時に、「七戸案内所」・「十和田富士屋ホテル」（七戸行のみ）・「北里大学前」も新たに停車）。これに伴い運行経路も見直されたため、「馬場」・「本八戸駅」・「百石案内所」の各停留所に停車しなくなった。また、運行経路変更に合わせ、片道運賃が2割引になる学生割引運賃（学割）を新たに設定した。
2011年9月1日より、早期購入割引「早売1」を同年12月21日までの月曜～木曜の出発便（休日及び休前日を除く。ただし、同割引運賃は座席数限定・購入箇所限定）にて設定し、通常片道運賃から約37%割引された。同時に、八戸駅にて三沢方面からの青い森鉄道との接続改善に反映させるため、同日出発便より七戸十和田駅発池袋・東京行きの出発時刻を15分繰り下げるダイヤ改正を実施した。
2013年7月1日からのダイヤ改正で十鉄の岩手営業所の近くにある「軽米インター」への停車を行い、岩手県北地域からの利用もできるようになったが、利用の少ない「七戸案内所」と、再開発に伴い敷地内への乗り入れができなくなった「十和田市駅」の各停留所を廃止し、十和田市中心街の「十和田市中央」バス停と、十鉄の車庫がある「十鉄三本木営業所」（十鉄側では「三本木営業所」と案内されている）バス停に新たに停車するようになった。
2020年、新型コロナウイルス感染症のパンデミックが日本襲来。同年4月8日、発着地たる東京に緊急事態宣言が発令されたこと等を受け運休。6月19日に一旦は運行再開も客足は戻らず、旧盆の明けた8月18日を以って無期限運休に追い込まれた。2022年7月22日、時局好転を迎え再び常設化されたものの、週末を中心とする多客期に於ける不定期的な運行に留まる。
2023年には青森側の運行経路及び停留所設定が大幅に再編された。先ず9月8日ダイヤ改正に於いて、新たに三沢市の三沢駅に乗り入れるようになった一方、上北郡内の「イオンモール下田前」・「六戸役場通り」両停留所が運行経路から外れ廃止、八戸市内の停留所を八戸駅（東口→西口に変更）及びラピアの2停留所に再編、十和田市内に於いては「三本木営業所」停留所を廃し、2022年より十和田市中心街に設置されたバスターミナル「十和田市まちなか交通広場」停留所への乗り入れを開始。次いで12月1日ダイヤ改正には、当日にオープンの「かるまい文化交流センター（宇漢米館）」への乗り入れ開始の一方、「軽米インター」および「十和田市中央」停留所を廃した。

## 運行会社
- 国際興業バス（志村営業所：練馬ナンバー）
  - 国際興業において予約を行った場合に限り、関東バス新宿駅西口案内所でも発券可能。

※：多客期における増発便車両（貸切車タイプ）運用については国際興業観光バスが担当。
- 十和田観光電鉄（三本木営業所：八戸ナンバー）
  - 十鉄で予約の場合、送料別途負担で代金引換郵便での購入も可能。

なお、予約・発券業務に関しては上記共同運行会社2社一括で行う。

### 過去の運行会社
- ジェイアールバス関東 - 2009年7月31日の運行をもって撤退。
  - 西那須野支店が担当していた（車両は東京支店に管理委託していたため足立ナンバー）。
  - ワンマン運行で、西那須野塩原ICと仙台宮城ICで乗務員交代のため停車していた（仙台宮城IC～八戸間の運転業務はJRバス東北仙台支店に委託していた）。
  - 撤退後も、JRバス東京駅・JRバス新宿駅の各窓口における乗車券発券業務及び、高速バスネットによる予約業務（ただし、予約後のネット決済あるいはJRバス東京駅・JRバス新宿駅の各窓口での受け取りのみに縮小）については継続。
- 南部バス - 2010年6月30日出発便をもって撤退（翌7月1日以降出発便の予約・発券業務は取り扱いせず）。
  - 八戸営業所（八戸ナンバー）が担当していた。
  - 撤退の翌日から、高速ツアーバス『WILLER EXPRESS』の三沢・八戸・盛岡 - 新宿・東京駅・東京ディズニーリゾート間に参画した[17][18]。2013年7月の「新高速バス制度」施行に伴い高速乗合バスに移行。岩手県北自動車へ事業譲渡後の2019年1月に『MEX八戸』『MEX三沢』『MEX青森』に転換。

## 運行経路
※東京都内および岩手・青森県内のみの利用はできない。
八戸・三沢・十和田市・七戸行（1号）
東京駅八重洲南口（JRハイウェイバスのりば）→ 池袋駅東口（9番のりば） → （首都高速道路 → 東北自動車道 → 八戸自動車道） → かるまい文化交流センター → （八戸道） → 八戸駅西口（2番のりば）  → 八戸ラピアバスターミナル → （百石道路 → 第二みちのく有料道路）→ 三沢駅（3番のりば） → 北里大学前 → 十和田市まちなか交通広場（3番のりば） → 七戸十和田駅（南口1番のりば）
池袋・東京駅行（2号）
七戸十和田駅（南口1番のりば） → 十和田市まちなか交通広場（3番のりば） → 北里大学前 → 三沢駅（3番のりば） → （第二みちのく → 百石道） → 八戸ラピアバスターミナル（3番のりば） → 八戸駅西口（2番のりば） → （八戸道） → かるまい文化交流センター →（八戸道 → 東北道 → 首都高） → 池袋駅東口降車場（ビックカメラ本店パソコン館前） → 東京駅日本橋口

## 歴史
- 1989年（平成元年）
  - 7月26日 - 1日1往復（1便に2台運行）で運行開始[1]。当時八戸道が全線開通していなかったため、滝沢IC - 一戸IC間は国道4号経由で運行。
  - 9月頃 - 八戸道全線開通により滝沢IC - 一戸IC間も高速道経由となり、運行時間を短縮。
- 1996年（平成8年）2月1日 - この日より八戸インターに停車[19]。
- 2001年（平成13年）8月1日 - 八戸側の発着地が小中野バスセンターから八戸ラピアバスターミナルに変更となる。
- 2005年（平成17年）6月1日 - 1日2往復に増便。
- 2006年（平成18年）10月1日 - 馬場 - 八戸ラピアバスターミナル間の運行経路を本八戸駅経由に変更（これに伴い、八戸市中心部における停留所位置が、十一日町を「八日町（中央通り）」<池袋・東京駅行のみ>に、八日町（三八五観光前降車専用ポール）を「三日町（さくら野前）」<八戸行のみ>に、それぞれ変更となる）。また、池袋での降車場所の停留所名称が「池袋駅東口」に改称（名称変更のみで降車位置はこれまで通り）。
- 2007年（平成19年）11月30日 - 同日の八戸発車便より、東京駅の到着地が「日本橋口」に変更（発車は従来通り「八重洲南口」から）。
- 2008年（平成20年）7月1日 - 「シリウス号」が副名称化され、名称を「ドリーム八戸・十和田 (シリウス)号」に改称し、運賃が東京・池袋ともに一本化。同時に、十和田市 - 八戸間のシリウス号連絡バスを統合・直通化し、うち1往復を東京 - 八戸 - 十和田市間として運行。
- 2009年（平成21年）
  - 8月1日 - JRバス関東が撤退、名称を再び「シリウス号」に改称。みどりの窓口における乗車券発売を取りやめ。
  - 12月1日 - 八戸・十和田市行の池袋三越前を「池袋駅東口(9番)」に、十和田市発着便のイオン下田ショッピングセンター前を「イオンモール下田前」に、それぞれ停留所名称を改称。
- 2010年（平成22年）
  - 4月1日 - 八日町/三日町の停留所名称を「八戸中心街ターミナル」に改称、八日町の乗車位置を「八戸中心街ターミナル（六日町(5のりば)）」に変更[20]。
  - 6月30日 - 南部バスが（7月1日乗車分以降の）予約・発券業務を含めて撤退、十和田市発着の1往復に減便[3][21][22]。
  - 12月4日 - 青森県側の発着地を「七戸十和田駅南口」へ延伸、それに伴う青森側の運行経路を変更（七戸案内所・十和田富士屋ホテル（七戸行のみ）・北里大学前・八戸駅東口を新設、百石案内所・本八戸駅・馬場を廃止）。学生割引運賃を新たに設定。[4]
- 2011年（平成23年）
  - 3月11日～3月17日 - 東北地方太平洋沖地震の発生により、運休[23]。
  - 3月18日 - この日より十和田観光電鉄の単独で運行を再開（東京発は翌19日から）[23]。
  - 9月1日 - この日より同年12月21日までの月曜日～木曜日（休日及び休前日を除く）の出発便において、早期購入割引運賃「早売1」（高速バスネットウェブ決済及びJRバス東京駅・新宿駅窓口限定発売）を設定[5]。同日出発便より、七戸十和田駅発が15分繰り下げ（八戸駅にて、三沢方面からの青い森鉄道接続改善に反映）。
- 2013年（平成25年）7月1日 - この日の出発便より軽米インター・三本木営業所・十和田市中央に停車。七戸案内所・十和田市駅への停車を廃止[6]。
- 2020年（令和2年）
  - 4月8日 - 新型コロナウイルスパンデミックの影響により、この日より同年5月6日（のち同年6月18日まで延長）出発便まで運休[8][7]。
  - 6月19日 - この日の出発便より運行再開[9][10]。
  - 8月18日 - この日の出発便より再度運休[11][12][13]。
- 2022年（令和4年）7月22日 - この日の出発便より再び設定常設[14][24]。
- 2023年（令和5年）
  - 6月23日～11月27日 - 運行開始35周年を記念し、十和田市内乗降に限り席数限定にて片道4980円のキャンペーン運賃を設定[25][16]。
  - 9月8日 - この日の出発便より青森県内の運行経路及び停留所設定を再編（停留所新設：八戸駅西口・三沢駅・十和田市まちなか交通広場。同廃止：八戸IC・八戸駅東口・八戸中心街BT・イオン下田前・六戸役場通り・三本木営業所）[15]。同時に上記キャンペーン対象停留所に三沢駅を追加[26]。
  - 12月1日- この日の出発便より「かるまい文化交流センター」停留所を新設し、「軽米インター」および「十和田市中央」停留所を廃止[16]。

## 使用車両
通常は独立3列シートWC付のハイデッカー・スーパーハイデッカー車が使用される。なお、繁忙期に運行される臨時便には4列シートWC無しの車両が使用される。
主な使用車両は以下の通り。
- いすゞ・ニューガーラ（国際興業・十和田観光電鉄）
- 日野・ニューセレガ（十和田観光電鉄）

多客期における貸切車両運用時の車種
- いすゞ・スーパークルーザー（十和田観光電鉄）
- いすゞ・ニューガーラ（国際興業観光バス・十和田観光電鉄）
- 日野・ニューセレガ（国際興業観光バス・十和田観光電鉄）
- 日産ディーゼル・スペースウイング（十和田観光電鉄)
- 十和田観光電鉄側では以前には西武から移籍した西工SD-IIや、名鉄バスから移籍したエアロクイーンを使用していたが、どちらも別路線に転用された。

現在使用されている車両

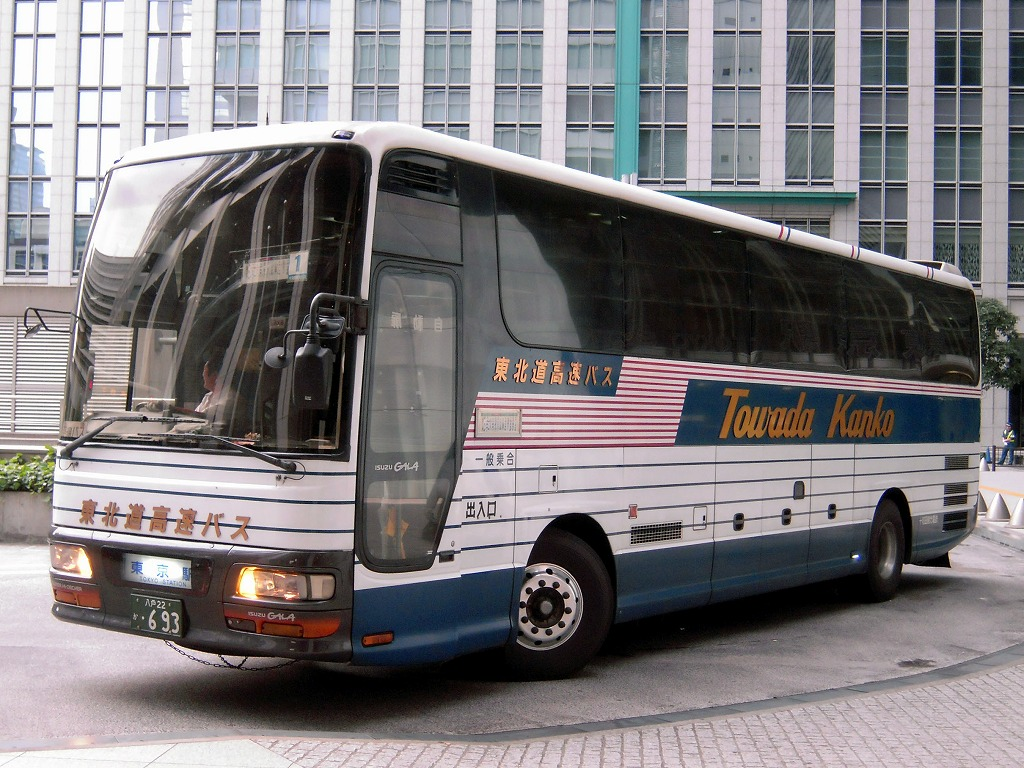
十和田観光電鉄担当便の車両（いすゞ・ガーラ）
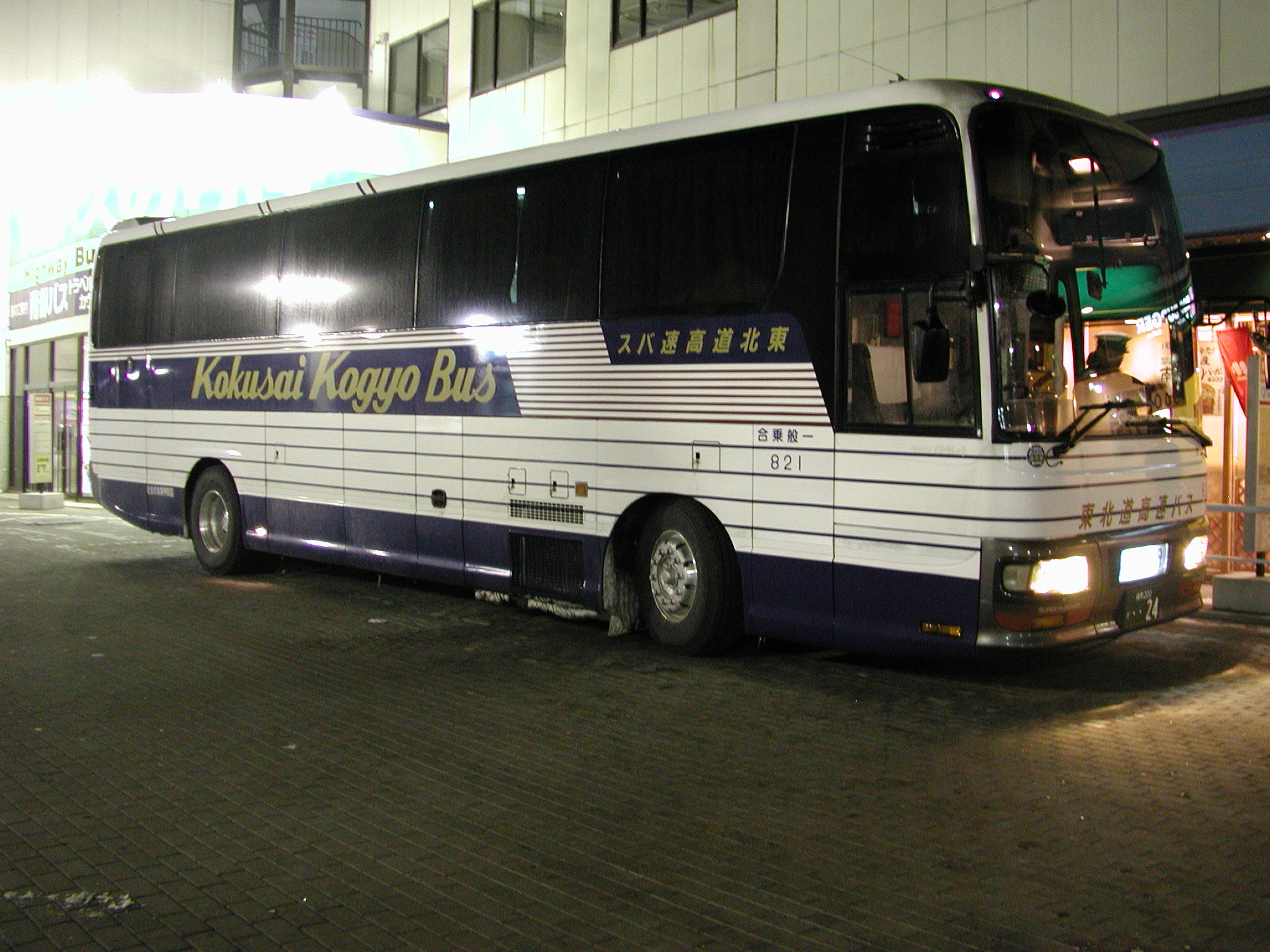
国際興業担当便の車両（いすゞ・ガーラ）

過去に使用された車両

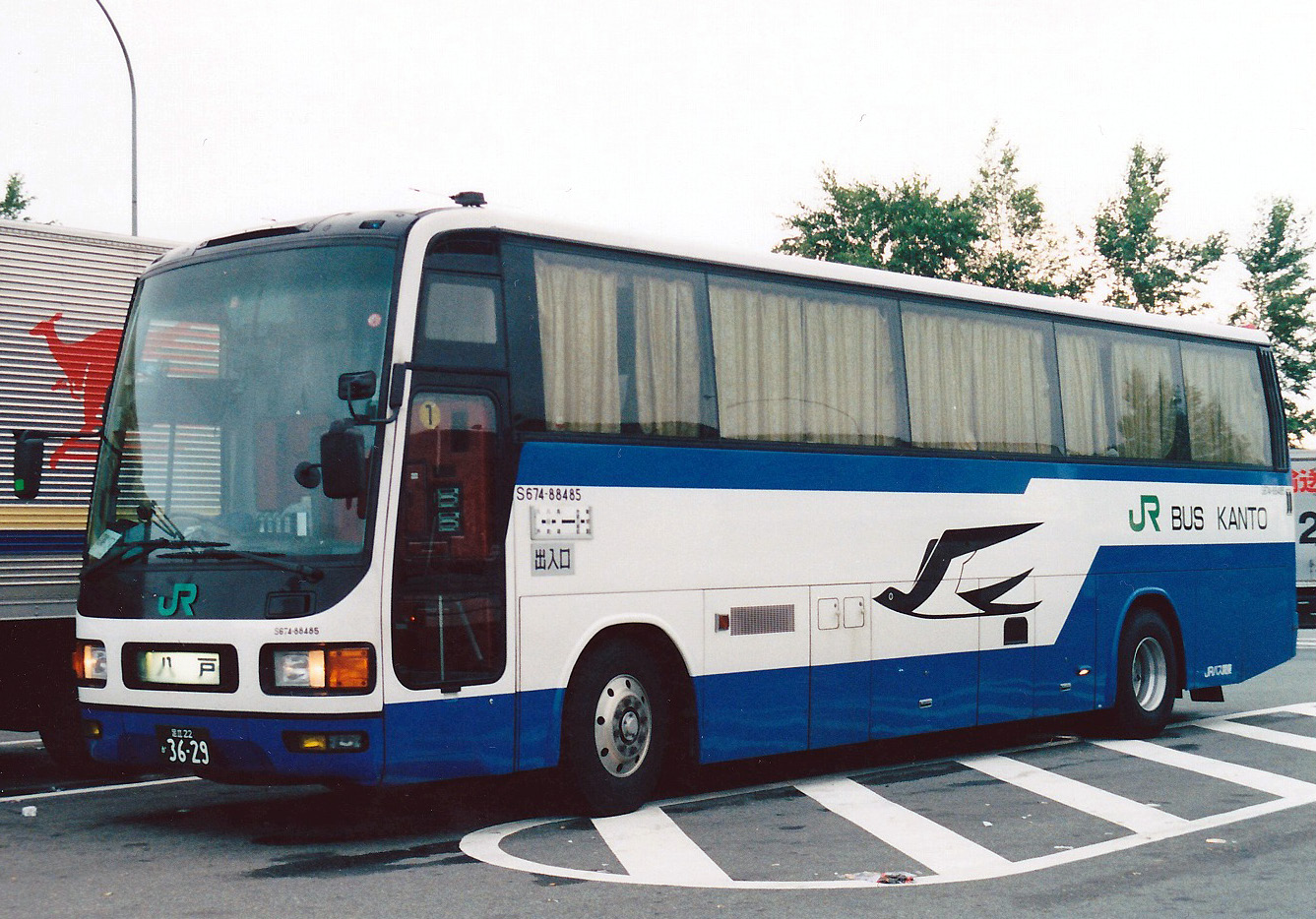
JRバス関東担当便の車両 （三菱ふそう・エアロクィーンM）
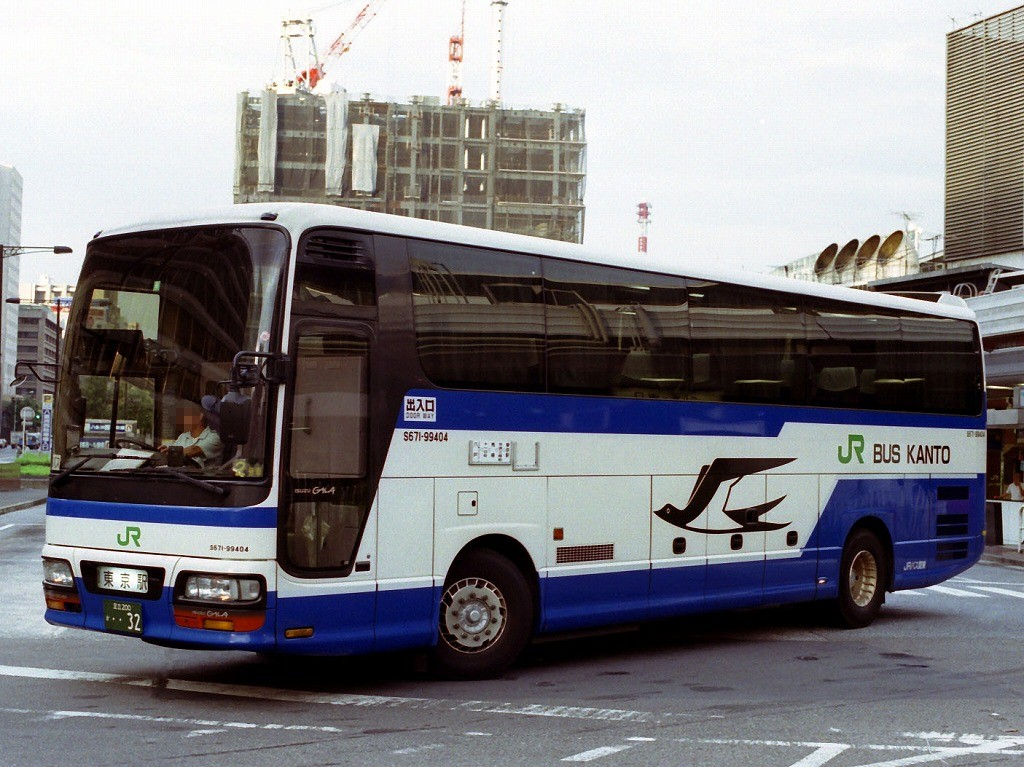
JRバス関東担当便の車両 （いすゞ・ガーラ）
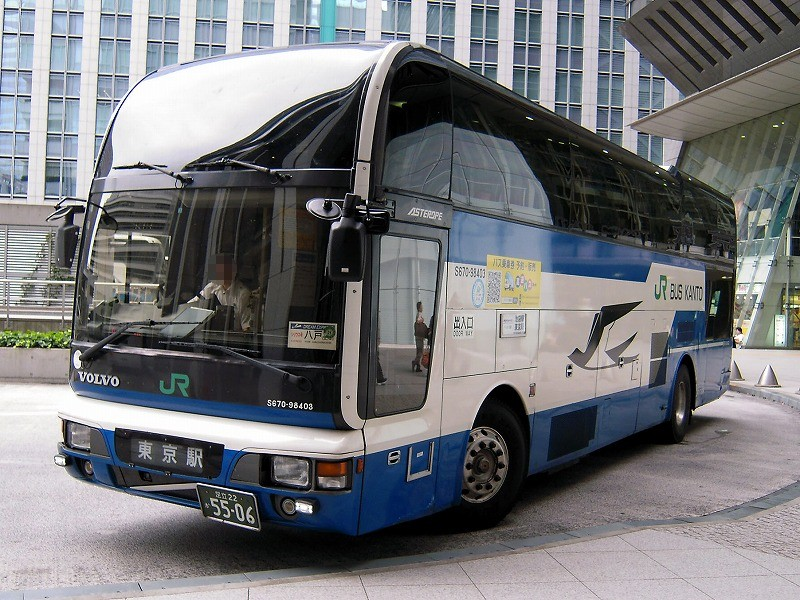
JRバス関東担当便の車両 （ボルボ・アステローペ）
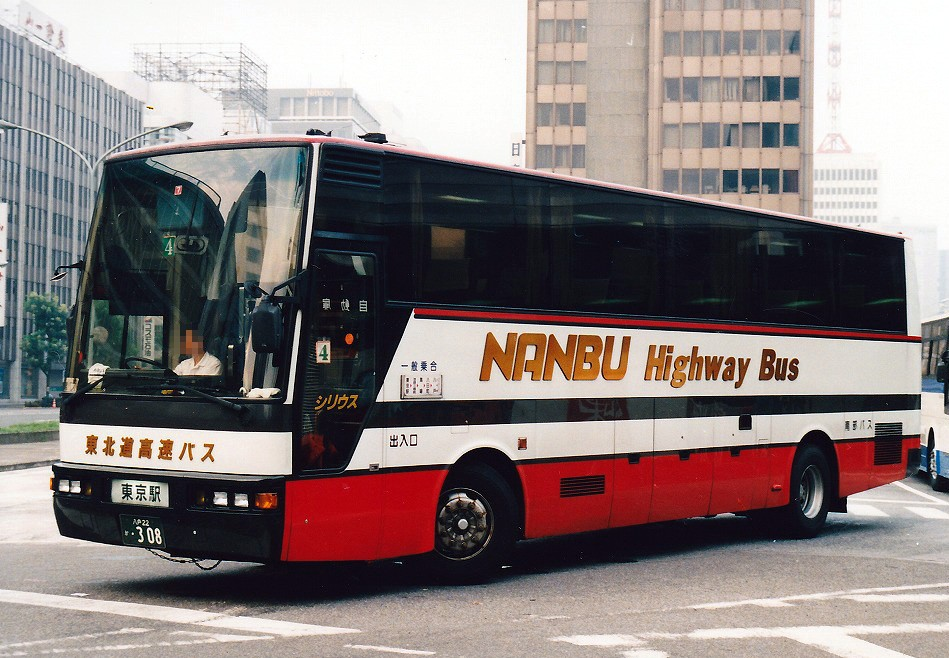
南部バスの運行開始当時の専用車両（いすゞ・スーパークルーザー）
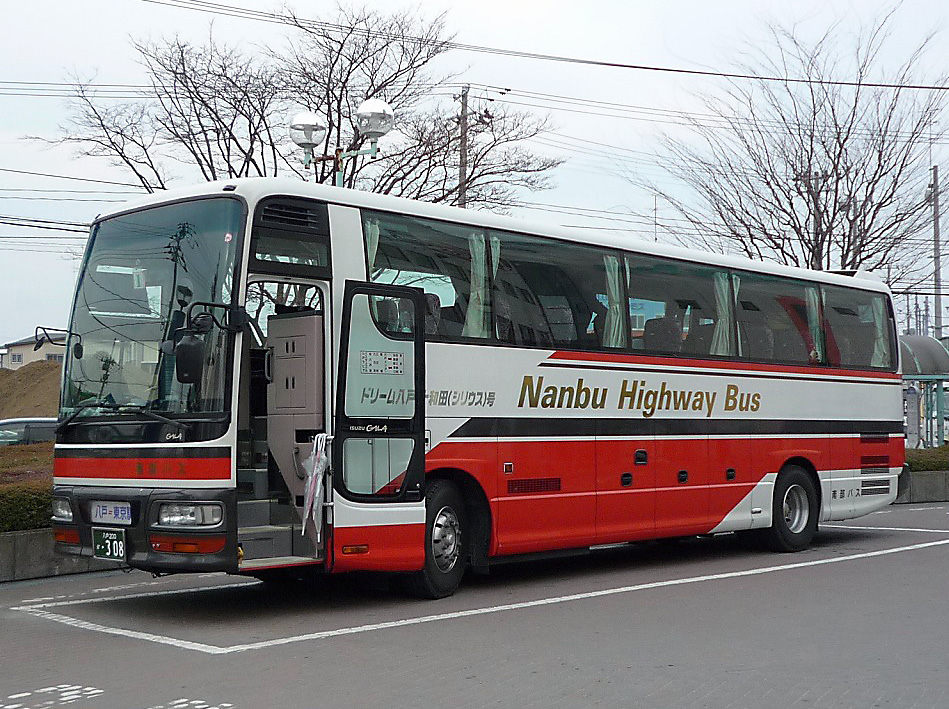
南部バス担当便の車両（いすゞ・ガーラ）
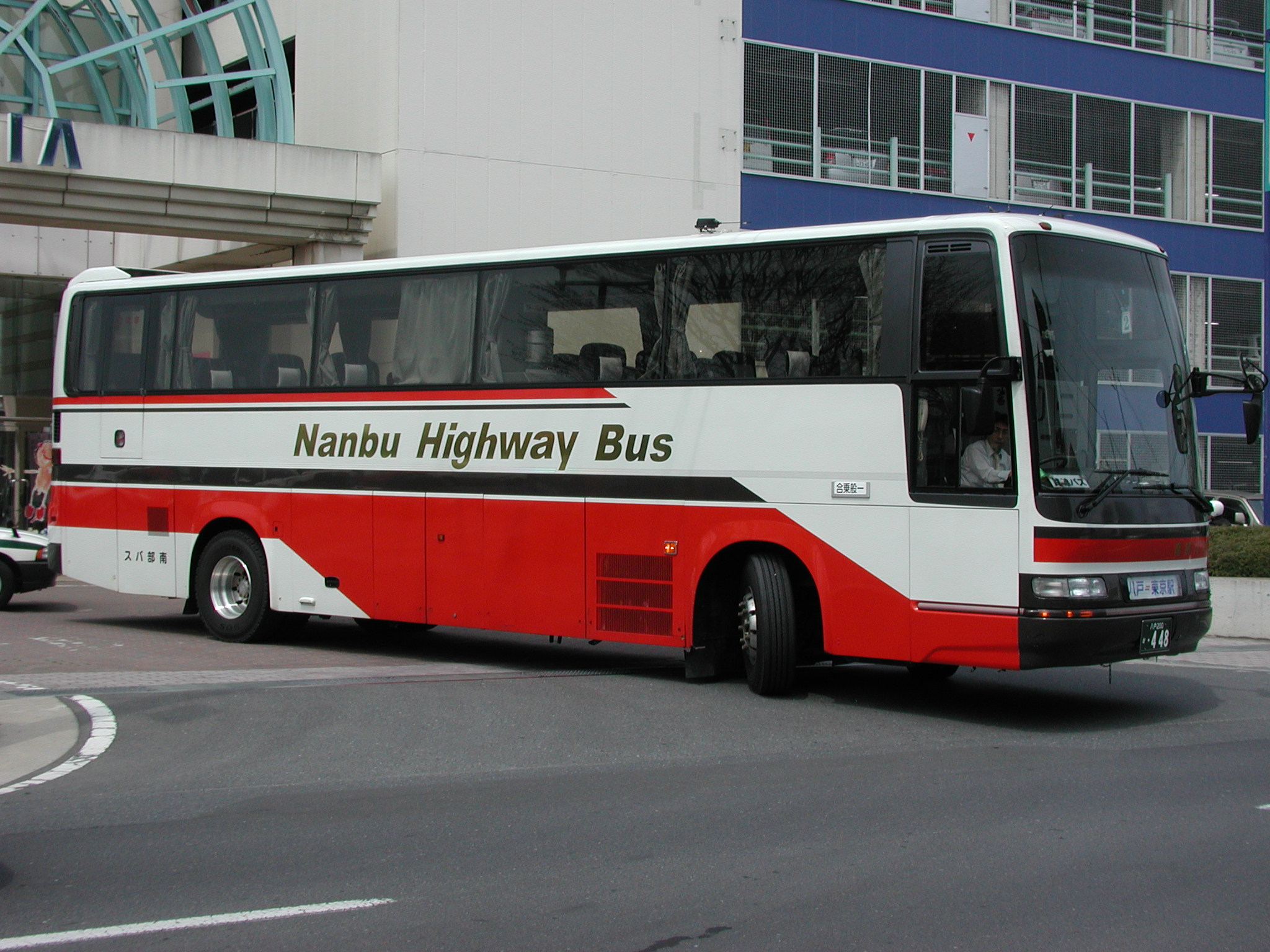
南部バス担当便の車両（日野・セレガGD）
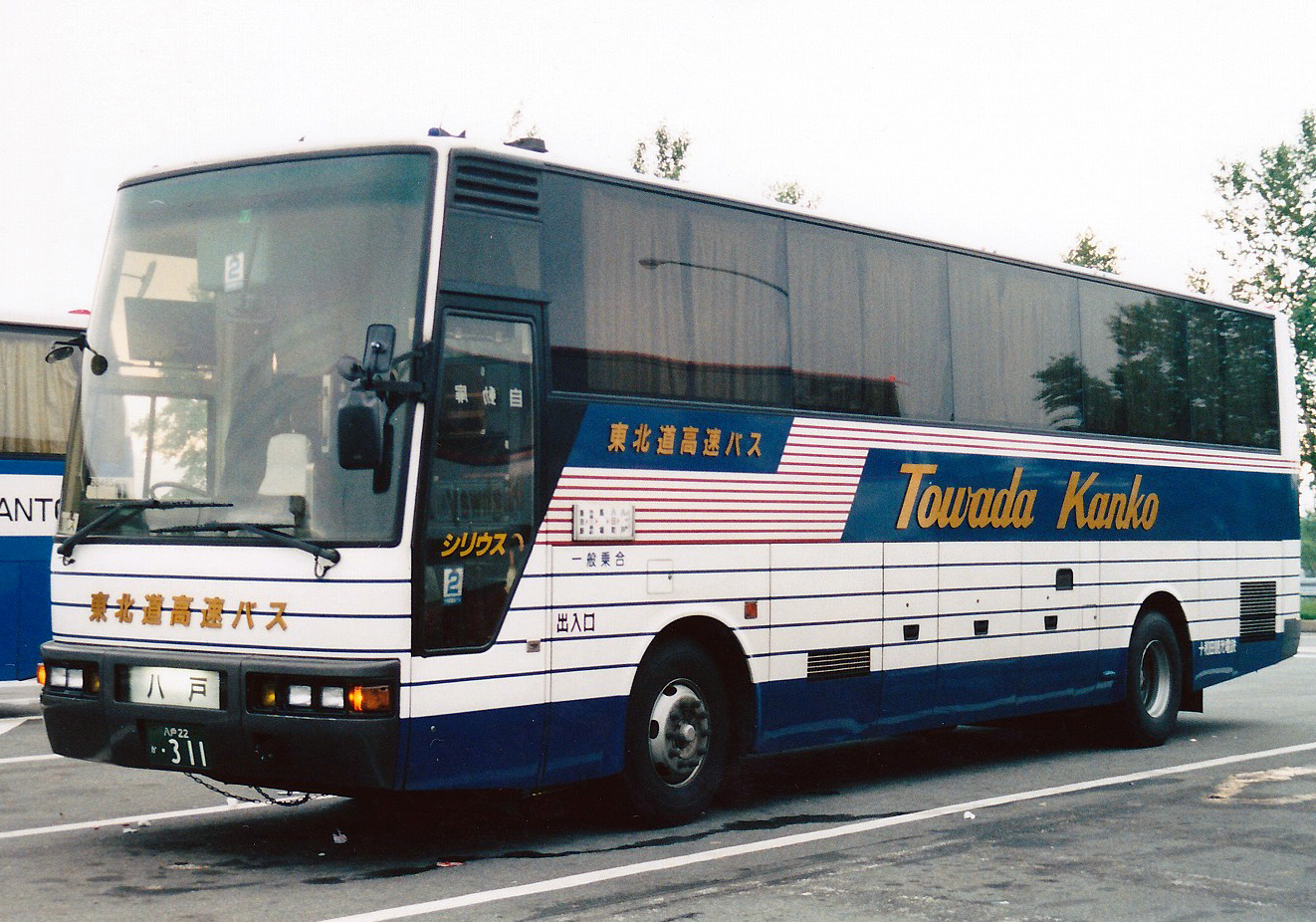
十和田観光電鉄の運行開始当時の専用車両（いすゞ・スーパークルーザー）
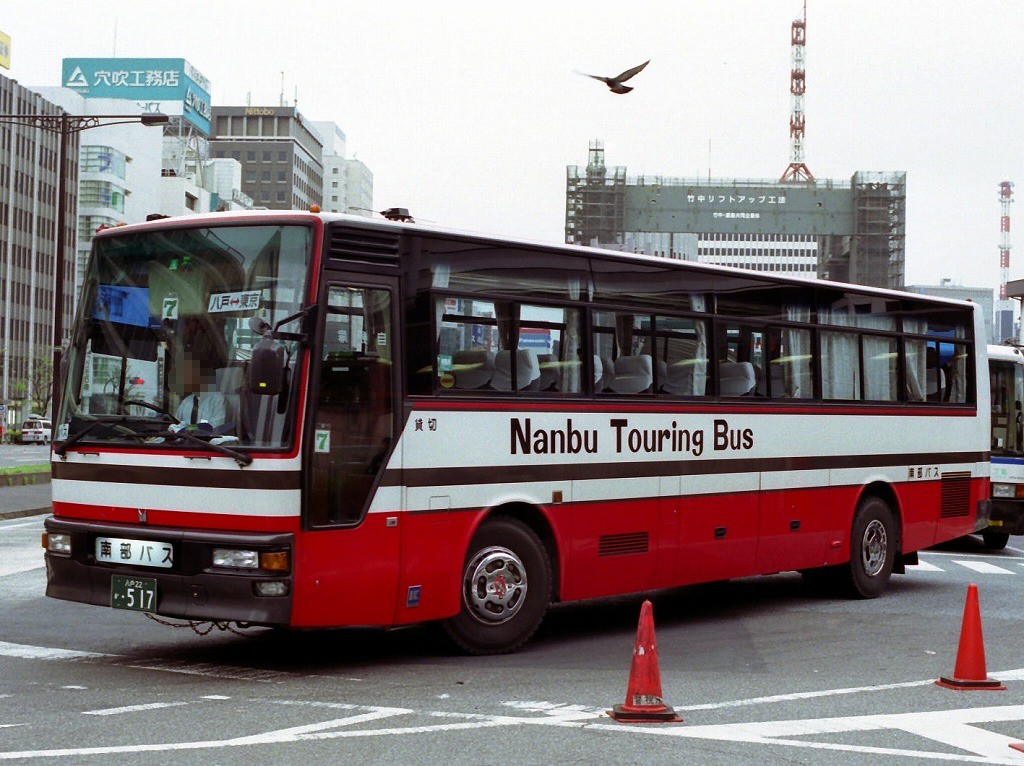
多客期における貸切車による応援運用（南部バス、いすゞ・スーパークルーザー）
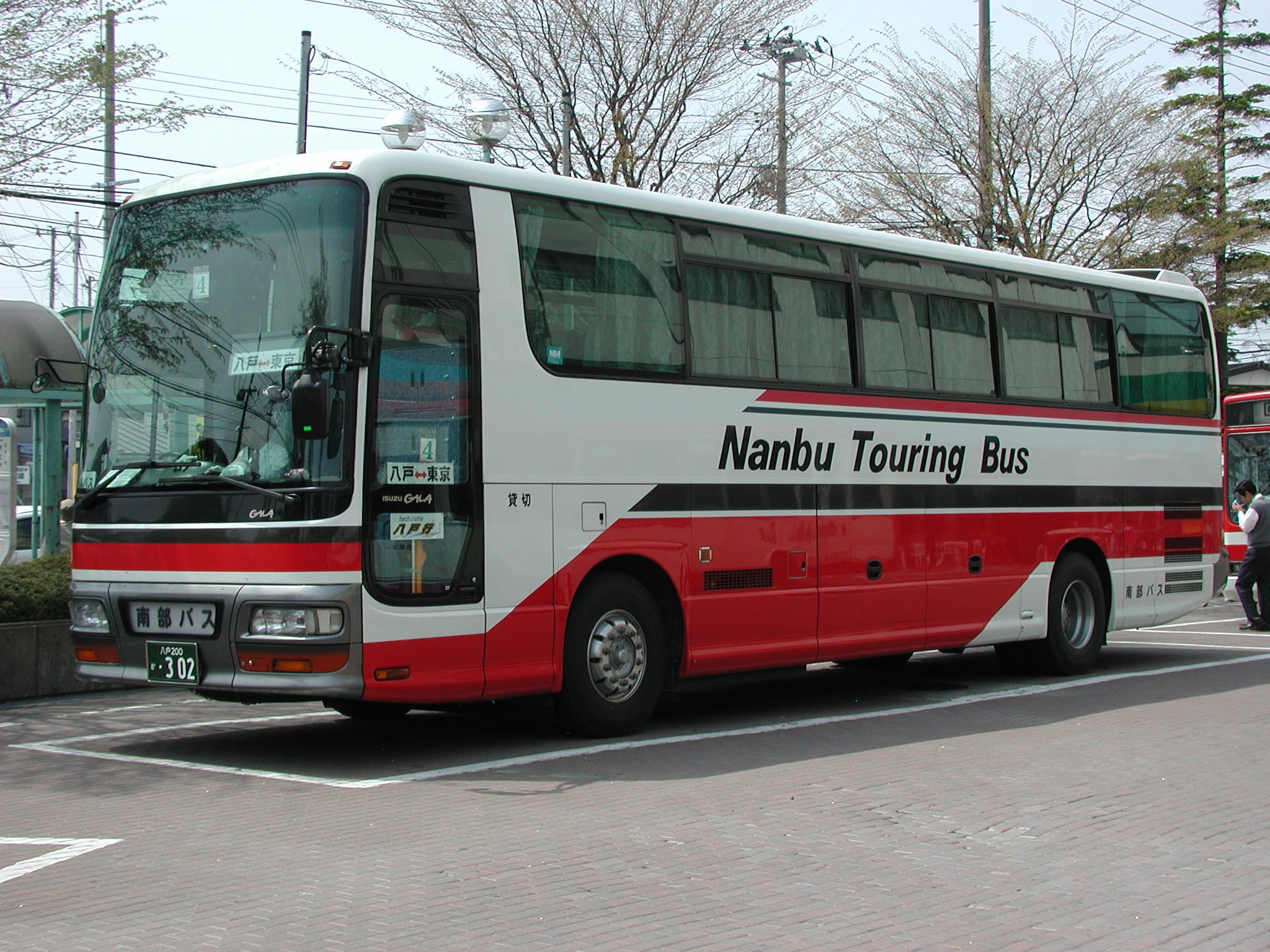
多客期における貸切車による応援運用（南部バス、いすゞ・ガーラ）

撤退したJRバス関東は、三菱ふそう・エアロクィーン、いすゞ・ガーラ、ボルボ・アステローペを主に充当していた。南部バスは、いすゞ・ガーラ、日野・セレガGDを主に充当していた（なお、南部バス撤退後の同社各使用車両については、その翌日から運行されている高速ツアーバス「スターエクスプレス フロンティア」号の車両として使われていたが、事故廃車により2012年1月頃に引退している。）

## 利用状況
| 年度               | 運行日数 | 運行便数 | 年間輸送人員 | 1日平均人員 | 1便平均人員 |
| 2002（平成14）年度 | 365      | 2,801    | 58,246       | 159.6       | 20.8        |
| 2003（平成15）年度 | 365      | 2,029    | 41,699       | 114.2       | 20.6        |
| 2004（平成16）年度 | 365      | 1,924    | 40,165       | 110.0       | 20.9        |
| 2005（平成17）年度 | 365      | 2,043    | 40,001       | 109.6       | 19.6        |
| 2006（平成18）年度 | 365      | 1,947    | 37,239       | 102.0       | 19.1        |
| 2007（平成19）年度 | 366      | 1,923    | 35,710       | 97.6        | 18.6        |

## 利用特典
- かるまい文化交流センターにて乗降の場合、同センターの近隣にある専用駐車場を無料で利用することができる。
- 2013年7月1日から七戸十和田駅方面を利用すると、東北地区のニッポンレンタカーが最大2割引で利用できるサービスを実施している。利用の際は事前に電話でのレンタカー予約が必要で、降車の際に割引クーポンを受け取らなければならない[27]。
- 2016年6月1日から東京行き便の利用者に池袋駅東口のインターネットカフェ『DICE池袋店』の割引券を希望者に配布している。

### 終了しているもの
- 十鉄が運営する十和田富士屋ホテルでは、2012年12月4日からバス利用者向けに宿泊や休憩などの優待サービスを行っていたが[28]、2020年9月30日の閉館を以て終了。停車停留所設定も廃止されている。
- 2012年12月28日から2020年3月31日まで、池袋駅東口バス停降車者に、東池袋の入浴施設「タイムズ スパ・レスタ」の優待割引券を配布していた[29]。

## その他
- 「ドリーム八戸・十和田 (シリウス) 号」時代には「ドリーム八戸・十和田号」で案内される場合があった。